# Paracles venata
Paracles venata là một loài bướm đêm thuộc phân họ Arctiinae, họ Erebidae.